# البرتو آبنگوزار
البرتو آبنگوزار (انگلیسی: Alberto Abengózar؛ زادهٔ ۵ ژوئیهٔ ۱۹۸۹) بازیکن فوتبال اهل اسپانیا است.
از باشگاه‌هایی که در آن بازی کرده‌است می‌توان به باشگاه فوتبال آلباسته بالومپیه اشاره کرد.